# Taekwondo na Universíada de Verão de 2025
O taekwondo na Universíada de Verão de 2025 foi disputado no centro de exposições Messe Essen, em Essen, na Alemanha, entre 17 e 23 de julho de 2025.

## Calendário
| Taekwondo | Julho | Julho | Julho | Julho | Julho | Julho | Julho | Julho | Julho | Julho | Julho | Julho | Eventos |
| Taekwondo | 16    | 17    | 18    | 19    | 20    | 21    | 22    | 23    | 24    | 25    | 26    | 27    | Eventos |
| --------- | ----- | ----- | ----- | ----- | ----- | ----- | ----- | ----- | ----- | ----- | ----- | ----- | ------- |
|           |       | 3     | 2     | 4     | 4     | 4     | 4     | 3     |       |       |       |       | 24      |

|  | Dia de competição |  | Dia de final |

## Medalhistas

### Masculino
| Evento     | Ouro                     | Prata                    | Bronze                            |
| Individual | Individual               | Individual               | Individual                        |
| ---------- | ------------------------ | ------------------------ | --------------------------------- |
| até 54kg   | CAN Nithan Brindamohan   | USA Youngsuk Ethan Gun   | BRA Matheus Gilliard Silva        |
| até 54kg   | CAN Nithan Brindamohan   | USA Youngsuk Ethan Gun   | KGZ Nurkahn Samidinov             |
| até 58kg   | UKR Maksym Manenkov      | THA Sirawit Mahamad      | UZB Shamsiddin Kurbonov           |
| até 58kg   | UKR Maksym Manenkov      | THA Sirawit Mahamad      | KAZ Tamirlan Tleules              |
| até 63kg   | KAZ Samirkhon Ababakirov | TUR Omer Faruk Dayioglu  | NOR Kristian Storsul Borgen       |
| até 63kg   | KAZ Samirkhon Ababakirov | TUR Omer Faruk Dayioglu  | TUR Mohamed Khalil Jendoubi       |
| até 68kg   | THA Bunlung Tubtimdang   | CHN Yushuai Liang        | GBR Matthew Timothy Howell        |
| até 68kg   | THA Bunlung Tubtimdang   | CHN Yushuai Liang        | KAZ Damir Shulenov                |
| até 74kg   | GEO Zurab Kintsurashvili | BRA Vinicius Matos       | UZB Najmiddin Kosimkhojiev        |
| até 74kg   | GEO Zurab Kintsurashvili | BRA Vinicius Matos       | TPE Yi-Jui Chiu                   |
| até 80kg   | KOR Geonwoo Seo          | TPE Jiun-Yi Hung         | KAZ Batyrkhan Toleugali           |
| até 80kg   | KOR Geonwoo Seo          | TPE Jiun-Yi Hung         | UKR Kyrylo Hurnov                 |
| até 87kg   | UKR Artem Harbar         | POL Szymon Piatkowski    | USA Michael Christopher Rodriguez |
| até 87kg   | UKR Artem Harbar         | POL Szymon Piatkowski    | CRO Vito Krpan                    |
| acima 87kg | KOR Sanghyun Kang        | UZB Marat Mavlonov       | KAZ Beibarys Kablan               |
| acima 87kg | KOR Sanghyun Kang        | UZB Marat Mavlonov       | UKR Andrii Harbar                 |
| Pumsae     | KOR Minhyeok Oh          | TUR Muhammed Emir YILMAZ | ESP Tomas Rodriguez               |
| Pumsae     | KOR Minhyeok Oh          | TUR Muhammed Emir YILMAZ | USA Sunghyun Eric Gun             |
| Equipe     |                          |                          |                                   |
| Kyorugi    | KOR Coreia do Sul        | TPE Taipé Chinês         | FRA França                        |
| Kyorugi    | KOR Coreia do Sul        | TPE Taipé Chinês         | UZB Uzbequistão                   |
| Pumsae     | KOR Coreia do Sul        | CHN China                | TPE Taipé Chinês                  |
| Pumsae     | KOR Coreia do Sul        | CHN China                | CAN Canadá                        |

### Feminino
| Evento     | Ouro                        | Prata                              | Bronze                       |
| Individual | Individual                  | Individual                         | Individual                   |
| ---------- | --------------------------- | ---------------------------------- | ---------------------------- |
| até 46kg   | KOR Yunseo Kim              | TPE Ying-Hsuan Huang               | ITA Elisa Bertagnin          |
| até 46kg   | KOR Yunseo Kim              | TPE Ying-Hsuan Huang               | CHN Miaoyi Luo               |
| até 49kg   | CHN Jingyue Ma              | GER Supharada Kisskalt             | THA Kamonchanok Seeken       |
| até 49kg   | CHN Jingyue Ma              | GER Supharada Kisskalt             | KAZ Nodira Akhmedova         |
| até 53kg   | CHN Qing Guo                | THA Chutikan Jongkolrattanawattana | KOR Yeowon Seo               |
| até 53kg   | CHN Qing Guo                | THA Chutikan Jongkolrattanawattana | TUN Ouhoud Ben Aoun          |
| até 57kg   | BRA Maria Clara Pacheco     | TUN Chaima Toumi                   | UZB Madina Mirabzalova       |
| até 57kg   | BRA Maria Clara Pacheco     | TUN Chaima Toumi                   | POL Nikol Lisowska           |
| até 62kg   | TUR Sevval Cakal            | CZE Petra Stolbova                 | THA Sasikarn Tongchan        |
| até 62kg   | TUR Sevval Cakal            | CZE Petra Stolbova                 | CRO Ivana Arelic             |
| até 67kg   | CHN Jiani Xing              | ESP Lena Reyes                     | CAN Leonarda Andric          |
| até 67kg   | CHN Jiani Xing              | ESP Lena Reyes                     | KOR Min Ju Kwak              |
| até 73kg   | TUR Sude Yaren Uzuncavdar   | BEL Sarah Chaari                   | KOR Seungju Oh               |
| até 73kg   | TUR Sude Yaren Uzuncavdar   | BEL Sarah Chaari                   | BRA Mikaela Dos Santos       |
| acima 73kg | KOR Dabin Song              | TPE I-Chun Chin                    | USA Hannah Rebecca Eika Keck |
| acima 73kg | KOR Dabin Song              | TPE I-Chun Chin                    | POL Dagmara Haremza          |
| Pumsae     | DEN Eva Eun-Kyung Sandersen | KOR Haeun Jung                     | USA Kaitlyn Marie Reclusado  |
| Pumsae     | DEN Eva Eun-Kyung Sandersen | KOR Haeun Jung                     | CHN Meijing Pan              |
| Equipe     |                             |                                    |                              |
| Kyorugi    | CHN China                   | KOR Coreia do Sul                  | THA Tailândia                |
| Kyorugi    | CHN China                   | KOR Coreia do Sul                  | KAZ Cazaquistão              |
| Pumsae     | TPE Taipé Chinês            | KOR Coreia do Sul                  | USA Estados Unidos           |
| Pumsae     | TPE Taipé Chinês            | KOR Coreia do Sul                  | GER Alemanha                 |

### Misto
| Evento  | Ouro               | Prata             | Bronze          |
| ------- | ------------------ | ----------------- | --------------- |
| Pumsae  | USA Estados Unidos | KOR Coreia do Sul | MEX México      |
| Pumsae  | USA Estados Unidos | KOR Coreia do Sul | CHN China       |
| Kyorugi | UZB Uzbequistão    | EGY Egito         | GER Alemanha    |
| Kyorugi | UZB Uzbequistão    | EGY Egito         | KAZ Cazaquistão |

## Quadro de Medalhas
| Atualizado em 22h 22min de 31 de julho de 2025 (UTC) | v d e |

| Ordem | País               | Medalha de ouro | Medalha de prata | Medalha de bronze |    |
| ----- | ------------------ | --------------- | ---------------- | ----------------- | -- |
| 1     | KOR Coreia do Sul  | 7               | 4                | 3                 | 14 |
| 2     | CHN China          | 4               | 2                | 3                 | 9  |
| 3     | TUR Turquia        | 2               | 2                |                   | 4  |
| 4     | UKR Ucrânia        | 2               |                  | 2                 | 4  |
| 5     | TPE Taipé Chinês   | 1               | 4                | 2                 | 7  |
| 6     | THA Tailândia      | 1               | 2                | 3                 | 6  |
| 7     | USA Estados Unidos | 1               | 1                | 5                 | 7  |
| 8     | UZB Uzbequistão    | 1               | 1                | 4                 | 6  |
| 9     | BRA Brasil         | 1               | 1                | 2                 | 4  |
| 10    | KAZ Cazaquistão    | 1               |                  | 7                 | 8  |
| 11    | CAN Canadá         | 1               |                  | 2                 | 3  |
| 12    | GEO Geórgia        | 1               |                  |                   | 1  |
| 12    | DEN Dinamarca      | 1               |                  |                   | 1  |
| 14    | POL Polônia        |                 | 1                | 2                 | 3  |
| 14    | GER Alemanha       |                 | 1                | 2                 | 3  |
| 14    | TUN Tunísia        |                 | 1                | 2                 | 3  |
| 17    | ESP Espanha        |                 | 1                | 1                 | 2  |
| 18    | CZE Chéquia        |                 | 1                |                   | 1  |
| 18    | BEL Bélgica        |                 | 1                |                   | 1  |
| 18    | EGY Egito          |                 | 1                |                   | 1  |
| 21    | CRO Croácia        |                 |                  | 2                 | 2  |
| 22    | GBR Grã-Bretanha   |                 |                  | 1                 | 1  |
| 22    | NOR Noruega        |                 |                  | 1                 | 1  |
| 22    | ITA Itália         |                 |                  | 1                 | 1  |
| 22    | KGZ Quirguistão    |                 |                  | 1                 | 1  |
| 22    | FRA França         |                 |                  | 1                 | 1  |
| 22    | MEX México         |                 |                  | 1                 | 1  |